# MTV Europe Music Award al miglior artista Asia e Pacifico
L'MTV Europe Music Award al miglior artista Asia e Pacifico (MTV Europe Music Award for Best Asia and Pacific Act) è stato uno dei premi  degli MTV Europe Music Awards, assegnato solo nelle edizioni del 2011 e del 2012.

## Albo d'oro

### Anni 2010
| Anno | Vincitore | Nominati                                                     |
| ---- | --------- | ------------------------------------------------------------ |
| 2011 | Big Bang  | - Agnes Monica - Exile - Gotye - Jane Zhang - Jay Chou - Sia |
| 2012 | Han Geng  | - Gotye                                                      |